# Серски археологически музей
Серският археологически музей (на гръцки: Αρχαιολογικό Μουσείο Σερρών) е музей в южномакедонския град Сяр (Серес), Гърция. Музеят е разположен в сградата на Серския безистен и излага находки от всички исторически периоди от Сяр и Сярско.
Музеят е създаден в 1968 година. Праисторическите експонати са от разкопки край Драготин (Промахонас) и Крионери. Изложени са и архаични, класически, елинистически и римски експонати, предимно керамика и надписи от Аргилос, главния град на Висалтия, Копач (Берге), Черпища (Терпни), Кешишлък (Неос Скопос), Порна (Газорос), античния Трагилос и Сяр. Особено ценни са раннохристиянските и византийските експонати от Сяр, особено мраморната икона на Христос и мозайката от XII век с Апостол Андрей и двете от Старата катедрала.
- Апостол Андрей
- Мраморна икона на Христос
- Елинистическа женска статуя от Трагилос